# Gran Premi de Lillers-Souvenir Bruno Comini
El Gran Premi de Lillers-Souvenir Bruno Comini (en francès Grand Prix de Lillers-Souvenir Bruno Comini) és una cursa ciclista que es disputa a Lillers, al Pas de Calais. Creada el 1964, la prova fou amateur fins al 1995. Des del 2005 forma part de l'UCI Europa Tour amb una categoria 1.2.
Jean-François Laffillé i Benoît Daeninck, amb tres victòries, són els ciclista amb més triomfs a la cursa.

## Palmarès
| Any  | Vencedor               | Segon                  | Tercer                  |
| ---- | ---------------------- | ---------------------- | ----------------------- |
| 1964 | Claude Rigaut          | Stéphan Kowalczik      | C. Dubreucq             |
| 1965 | Jean Réveillon         | Claude Neuts           | Claude Coyot            |
| 1966 | Patrick Cuny           | Gérard Olbe            | André Mollet            |
| 1967 | Jacques-André Hochart  | José Samyn             | Alain Vasseur           |
| 1968 | André Mollet           | Ghislain Laigle        | Elie Lefranc            |
| 1969 | Robert Mintkiewicz     | Daniel Dussez          | Serge Dhondt            |
| 1970 | M. Lefebvre            | Gérard Olbe            | Guy Leleu               |
| 1971 | Guy Leleu              | W. Smeckens            | Karl-Heinz Küster       |
| 1972 | Claude Tollet          | Willy Fersner          | Marc Verbeeck           |
| 1973 | Klaus-Peter Thaler     | August van Looy        | Willy van den Ouweland  |
| 1974 | Alain Molmy            | S. Mailhe              | Willy van den Ouweland  |
| 1975 | Eddy Copmans           | Eric Lalouette         | Willy van den Ouweland  |
| 1976 | Jacques Dutailly       | Serge Dheruelle        | Claude Bavaye           |
| 1977 | Claude Baveye          | Guy Leleu              | Didier Vanoverschelde   |
| 1978 | Oliver Vantielcke      | Wim Lugtenburg         | Gilles Mahé             |
| 1979 | Robert Millar          | Fabien de Vooght       | Loubé Blagojevic        |
| 1980 | Philippe Miotti        | Denis Hundt            | Didier Ramet            |
| 1981 | Jean-Philippe Pipart   | Jeffrey Williams       | André Trache            |
| 1982 | Jean-Philippe Pipart   | John de Crom           | Herman Winkel           |
| 1983 | Rinus Ansems           | Dominique Lecrocq      | Ron Snijders            |
| 1984 | Brian Holm             | Paul Watson            | Eric Martin             |
| 1985 | Jacques Dutailly       | Søren Lilholt          | Rinus Ansems            |
| 1986 | Vincent Thorey         | Jean-François Laffillé | Bertrand Zielonka       |
| 1987 | Yvan Frebert           | Philippe Delaurier     | Jean-François Laffillé  |
| 1988 | Bruno Bonnet           | Dominique Dieryckx     | Vincent Lacressonière   |
| 1989 | William Perard         | Thierry Barrault       | Jean-Jacques Philipp    |
| 1990 | Jean-François Laffillé | Thierry Gouvenou       | Laurent Boucher         |
| 1991 | Jean-François Laffillé | Björn Stenersen        | Slawomir Krawczyk       |
| 1992 | Bennie Gosink          | Jeroen Hermes          | Saulius Sarkauskas      |
| 1993 | Jeroen Blijlevens      | Fabrice Naessens       | David Derique           |
| 1994 | Jean-François Laffilé  | Cédric Vasseur         | Fabrice Naessens        |
| 1995 | Gregory Barbier        | Ronald Withag          | Jean-François Laffillé  |
| 1996 | Niko Eeckhout          | Stéphane Hennebert     | Anthony Morin           |
| 1997 | Niko Eeckhout          | Cédric Vasseur         | Stéphane Cueff          |
| 1998 | Geert Verheyen         | Aleksandr Vinokúrov    | Torsten Schmidt         |
| 1999 | Bjornar Vestol         | Chris Peers            | Martin Rittsel          |
| 2000 | Francis Moreau         | Jérôme Desjardins      | Dmitri Fofónov          |
| 2001 | Jean-Michel Tessier    | Sven Teutenberg        | Steffen Radochla        |
| 2002 | Pascal Deramé          | Jimmy Engoulvent       | Yanto Barker            |
| 2003 | Damien Nazon           | Sébastien Hinault      | Joost Posthuma          |
| 2004 | Benny de Schrooder     | Franck Perque          | Kevin van Der Slagmolen |
| 2005 | Johan Coenen           | David Boucher          | Vytautas Kaupas         |
| 2006 | Markus Eichler         | Anthony Jaunet         | Médéric Clain           |
| 2007 | Benoît Daeninck        | Mario Ickx             | Tom Leezer              |
| 2008 | Domenik Klemme         | Benoît Daeninck        | Matthias Friedemann     |
| 2009 | Aleksejs Saramotins    | Alexandre Lemair       | Jean-Marc Bideau        |
| 2010 | Benoît Daeninck        | Jean-Marc Bideau       | Renaud Dion             |
| 2011 | Denis Flahaut          | Fabien Bacquet         | Nikola Aistrup          |
| 2012 | Russell Downing        | Jean-Lou Paiani        | Laurent Mangel          |
| 2013 | Benoît Daeninck        | Olivier Pardini        | Steven Tronet           |
| 2014 | Steven Tronet          | Martijn Degreve        | Benoît Daeninck         |
| 2015 | Anul·lat               | Anul·lat               | Anul·lat                |
| 2016 | Stijn Steels           | Christopher Piry       | Tim Declercq            |
| 2017 | Thomas Boudat          | Yannis Yssaad          | Justin Jules            |
| 2018 | Jérémy Lecroq          | Yoann Paillot          | Alfdan De Decker        |
| 2019 | Anul·lat pel vent      | Anul·lat pel vent      | Anul·lat pel vent       |
| 2020 | Florian Vachon         | Arjen Livyns           | Thibault Guernalec      |
| 2021 | Anul·lat               | Anul·lat               | Anul·lat                |
| 2022 | Milan Menten           | Gianluca Pollefliet    | Jason Tesson            |
| 2023 | Andreas Stokbro        | Norman Vahtra          | Morne van Niekerk       |
| 2024 | Emmanuel Morin         | Steffen De Schuyteneer | Antoine Aebi            |
| 2025 | Matthew Brennan        | Valentin Tabellion     | Alfie George            |